# Albert II (série télévisée)
Pour les articles homonymes, voir Albert II.
Albert II est une mini-série télévisée historique belge, de langue néerlandaise, réalisée par Frank Van Mechelen, diffusée originellement sur Één du 8 septembre 2013 au 6 octobre 2013, puis, en français, sur RTL-TVI, du 31 mai 2015 au 7 juin 2015. Elle est produite par Borgerhoff & Lamberigts et Skyline Entertainment, écrite par Dirk Nielandt, Paul Piedfort, Luc Schoonjans, Koen Sonck et Willem Wallyn et compte cinq épisodes.

## Synopsis
La série est librement inspirée de faits réels et retrace le règne du sixième roi des Belges, Albert II, depuis le décès de son frère, le roi Baudouin en 1993, jusqu'à son abdication en 2013. On y relate des faits politiques mais aussi la vie des autres membres de la famille royale.

## Distribution
- Lucas Van den Eynde : le roi Albert II
- Veerle Eyckermans : la reine Paola, épouse d'Albert II
- Mathijs Scheepers : le prince Philippe, fils aîné d'Albert II et Paola, prince héritier
- Stefaan Degand : le prince Laurent, fils cadet d'Albert II et Paola
- Ruth Becquart : la princesse Astrid, fille d'Albert II et Paola
- Leah Thys : la reine Fabiola, veuve de Baudouin, belle-sœur d'Albert II
- Ludo Busschots : Jacques van Ypersele de Strihou, chef de cabinet d'Albert II
- Wim Opbrouck : Jean-Luc Dehaene, Premier ministre
- Kris Cuppens : le roi Baudouin, frère ainé et prédécesseur d'Albert II
- Lotte Mariën : la princesse Claire, épouse de Laurent
- Ruth Bastiaensen : la princesse Mathilde, épouse de Philippe
- An Miller : Delphine Boël, fille d'Albert II et de Sybille de Selys Longchamps
- Gene Bervoets : Edmond d'Hulst, ami d'Albert II
- Valentijn Dhaenens : Guy Verhofstadt, premier ministre
- Jappe Claes : le colonel Noël Vaessen, le conseiller de Laurent
- Wim Lommaert : le prince Lorenz, époux d'Astrid
- Gustaaf De Vlieger : le prince Laurent, enfant
- Christel Domen : Sybille de Selys Longchamps, ancienne maîtresse d'Albert II
- Patricia Goemaere : Monik Delvou
- Karin Tanghe : Celie Dehaene, épouse de Jean-Luc Dehaene
- Antoine Van Der Auwera : Dehennin
- Silke Becu : Elisabeth Beel De Laet, petite amie de Philippe
- Marianne Carlier : Deborah Vissers, petite amie de Laurent
- Ronnie Commissaris : Nicholas Coombs, le père de Claire
- Goele De Raedt : Iris Vandenkerckhove, petite amie de Laurent
- Govert Deploige : Daniël Stappaert
- Annemarie Lemaître : Nicole Mertens, la mère de Claire
- Ella Leyers : Sara
- Alex Martens : le chanoine Vandermeersch
- Stef Poelmans : le prince Amedeo (adulte), fils d'Astrid et Lorenz
- Steve Rosseel : le prince Amedeo (enfant)
- Eshref Reybrouck : ami de Philippe
- Peter Rouffaer : le père Dominiek
- Tom Ternest : Bart De Wever, président de la N-VA
- Arnold Willems : la cardinal Léon-Joseph Suenens, primat de Belgique
- Andy Michiels : Matthew Coombs, le frère de Claire
- Io Beckers : la princesse Élisabeth, fille de Philippe et Mathilde
- Guillaume Standaert : le prince Joachim, fils d'Astrid et Lorenz
- Laurence Deweerdt : la princesse Luisa Maria, fille d'Astrid et Lorenz
- Heike De Maerteleire : la princesse Maria Laura, fille d'Astrid et Lorenz

## Épisodes
- Vive le roi
- Ik zal handhaven
- De bastaard van Laken
- De verloren zoon
- De laatste koning van België

## Réception critique
| - Lucas Van den Eynde, l'acteur qui incarne Albert II - Le roi Albert II |

La part de réalité et la part de fiction étant estimée par l'un des scénaristes, Willem Wallyn, à 50-50, la critique se focalise forcément sur le véracité de ce qui est montré à l'écran.
La critique pointe régulièrement le manque de réalisme. Si l'humour du personnage du roi Albert II semble être fidèle à celui du roi, les personnages de Mathilde et de Laurent sont jugés caricaturaux, d'après Thierry Debels, auteur de plusieurs livres sur la monarchie belge. 
Le peu de ressemblance des acteurs avec les personnalités qu'ils incarnent est montrée du doigt. L'un des scénaristes avoue d'ailleurs que le « résultat fait quand même un peu Muppet Show ». 
Les historiens, tels que Francis Balace, soulignent que le manque de sources pour des fictions historiques fait naître un révisionnisme historique, d'autant que les « producteurs peuvent [...] raconter n'importe quoi sur la famille royale, ils savent bien qu'il n'y aura jamais de retour de bâton ».  Et, en effet, le Palais royal n'a jamais commenté la série. Cependant, l'ex-compagne du prince Laurent, la chanteuse Wendy Van Wanten obtient quand même qu'une phrase du troisième épisode, où elle était traitée de « pute » par l'actrice jouant la reine Paola, soit retirée pour les exploitations à venir.
Les critiques sur la réalité historique de la série poussent d'ailleurs la chaîne RTL-TVI a encadrer la diffusion d'une introduction et du témoignage de deux invités : l'ancien premier ministre Mark Eyskens et l'ancien vice-premier ministre Louis Michel. De plus, la chaîne francophone insiste sur le caractère fictif de la série.
Sur le plan artistique, un blog de La Libre Belgique pointe un « résultat est [...] lent, ennuyeux, balourd et, finalement, très peu informatif ». Le magazine flamand Focus Knack parle de parodie, alors qu'on annonçait une série dramatique de prestige, accumulant les clichés et préjugés du grand public sur les membres de la famille royale. Seule l'originalité de ce type de série jusqu'ici inédit en Belgique est saluée par la presse.

## Réception publique
Diffusée en Flandre, à peine deux mois après l'abdication du roi Albert II, la série a suscité l'engouement du public lors de sa diffusion avec plus d'un million de téléspectateurs pour le pilote. Près de deux ans après, la diffusion par la chaîne francophone RTL-TVI n'attire que peu de téléspectateurs : 367 700 personnes pour le premier épisode et à peine 291 400 pour le troisième, diffusé le même soir .